# DMG Mori Aktiengesellschaft
Die DMG Mori Aktiengesellschaft  ist ein Hersteller von spanenden Werkzeugmaschinen und von CNC-gesteuerten Dreh- und Fräsmaschinen mit Hauptsitz in Bielefeld.
Hauptaktionärin ist mit einem Anteil von ca. 88 Prozent die DMG Mori Company Limited mit Hauptsitz in Tokio.

## Geschichte

### 1870–2010

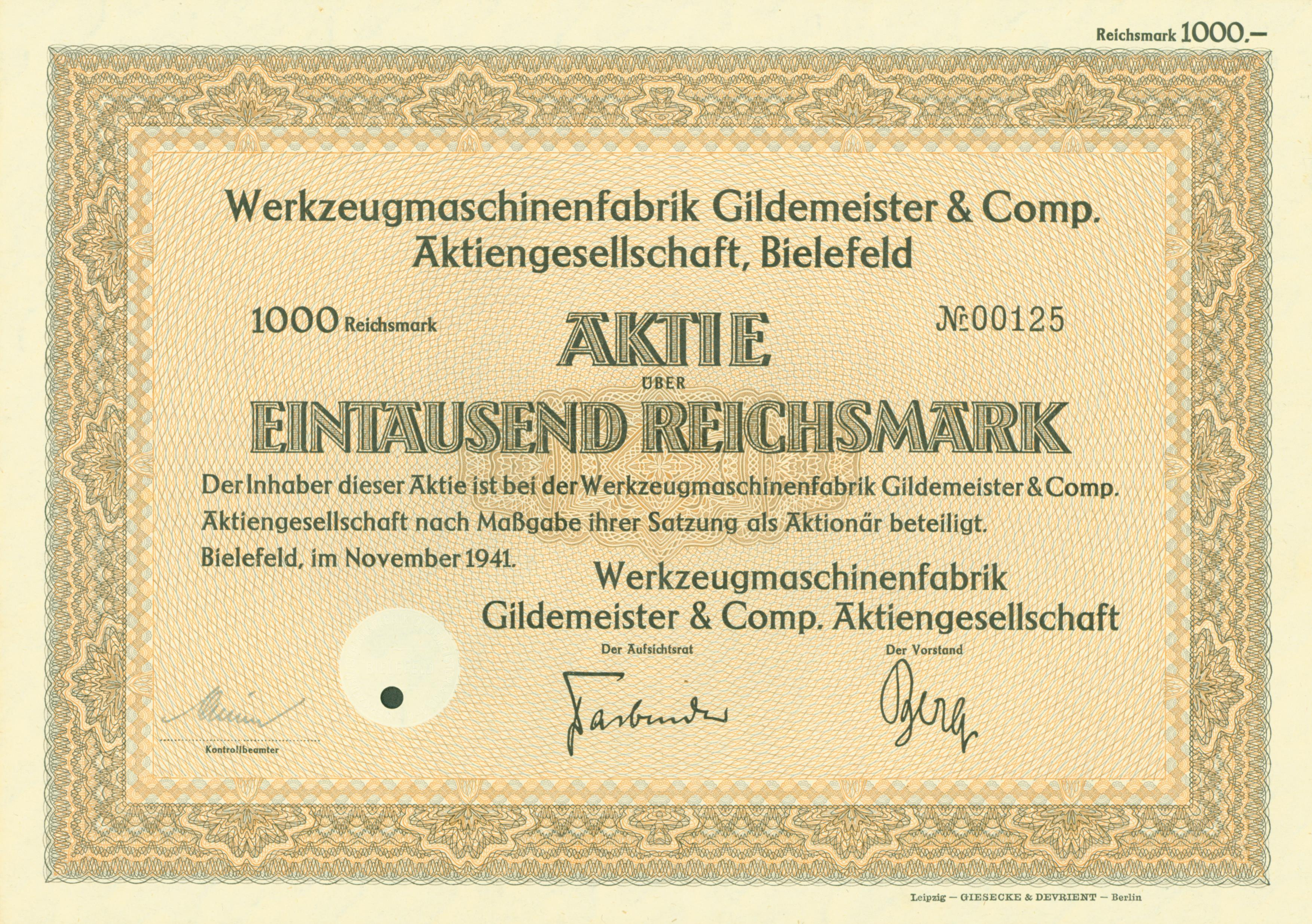
Aktie über 1000 RM der Werkzeugmaschinenfabrik Gildemeister & Comp. AG vom November 1941

Am 1. Oktober 1870 eröffnete der Schlossermeister Friedrich Gildemeister die „Werkzeugmaschinenfabrik Gildemeister & Comp.“ In den nächsten Jahrzehnten wurde die Fabrik am Bahnhof Bielefeld um weitere Werkshallen erweitert. Am 30. September 1944 wurden sämtliche Produktionsanlagen durch einen Bombenangriff vollständig zerstört.
Unter der Führung von Karl Bernhard Grauthoff begann 1947 der Wiederaufbau des Werkes. 1964 begann Gildemeister mit dem Bau neuer Produktionshallen in Sennestadt. 1970 erlangte Gildemeister die maßgebliche Beteiligung an dem Hamburger Werkzeugmaschinenhersteller Heidenreich & Harbeck und damit notwendiges Know-how für CNC-gesteuerte Drehmaschinen.
Bis 1976, somit mehr als 100 Jahre lang, befand sich der Sitz der Firma dort, wo heute die Stadthalle steht. Seitdem ist die Gildemeisterstraße 60 in Bielefeld neuer Firmenstandort des Konzerns, der weltweit 7503 Mitarbeiter und 396 Auszubildende beschäftigt (Stand: 2018).
Im Jahr 1899 wurde die Offene Handelsgesellschaft (OHG) in eine Aktiengesellschaft mit einem Kapital von einer Million Goldmark umgewandelt. Der Börsengang von Gildemeister fand 1950 statt. Ende 1969 wurde das Unternehmen eine Publikumsgesellschaft mit breiter Aktienstreuung.
Erfolg erlangte Gildemeister in den 1980er Jahren vor allem durch die EltroPilot-2-Steuerung, die eine Simulation des Programmablaufes ermöglicht und den Bediener beim Programmieren mit Grafiken unterstützt.
1975 wurde die weltweit erste Werkzeugmaschine mit CNC-Steuerung entwickelt. Das CNC-Programmiersystem nannte sich „EasyProg“ und war APT-sprachbasiert. Es wurde teils auch bei großen Firmen wie der Krupp LoWa (Lokomotiv- und Waggonbau) verwendet und wurde auf Computersystemen von DEC genutzt.
Die Gildemeister Projecta GmbH (Gipro) war Generalunternehmer beim Aufbau eines irakischen Militärforschungszentrums unter Saddam Hussein.
1994 übernahm Gildemeister den Geschäftsbetrieb der Deckel Maho AG in Pfronten, woraus später die Abkürzung DMG entstand. In der Folge stieg die Gesellschaft zum Weltmarktführer für spanende Werkzeugmaschinen auf.
Im Jahr 2002 erhielt Gildemeister von der Deutschen Börse die Zulassung zum „Prime Standard“. Nach der Neusegmentierung der deutschen Aktienindizes im März 2003 notierte die Gildemeister-Aktie im SDAX. Ende Dezember 2007 wurde die Gildemeister AG in den MDAX aufgenommen, den sie allerdings zum 19. Dezember 2016 verlassen musste. Zum 21. Dezember 2020 schied die Aktie auch aus dem SDAX aus.

### Zusammenschluss mit Mori Seiki
Im März 2009 wurde mit dem japanischen Unternehmen Mori Seiki eine Kooperationsvereinbarung geschlossen. Im Juli 2009 begann die Zusammenarbeit zunächst auf den Märkten Taiwan, Thailand, Indonesien, Türkei, Japan, Türkei, Korea und Australien. 2012 folgten Indien, USA und Südostasien.
Im September 2011 traten beide Unternehmen erstmals als DMG / Mori Seiki in Deutschland auf der EMO 2011 in Hannover auf.
Im März 2013 wurde zwischen den Kooperationspartnern ein Cooperation Agreement geschlossen. Die Vereinbarung sah unter anderem die Anpassung der Firmennamen beider Unternehmen an den bereits etablierten gemeinsamen Markenauftritt vor.
Auf der 111. Hauptversammlung der Gildemeister Aktiengesellschaft stimmten die Aktionäre der Umfirmierung der Gildemeister Aktiengesellschaft in DMG Mori Seiki Aktiengesellschaft (in eigener Schreibung in Versalien) am 17. Mai 2013 mit einer Mehrheit von 94,02 % zu. Mori Seiki beschloss die Änderung des Firmennamens K.K. Mori Seiki Seisakujo in DMG Mori Seiki K.K. auf ihrer Hauptversammlung am 17. Juni 2013.
Am 21. Januar 2015 legte die japanische Mori Seiki ein Übernahmeangebot für Gildemeister vor. Vor dem offiziellen Angebot hielten die Japaner bereits mehr als 20 Prozent der Aktien. Das Kartellamt stimmte der Übernahme zu.
DMG Mori Seiki K.K. war nun Hauptaktionär der DMG Mori Seiki AG (Gildemeister). Die DMG Mori Seiki AG (Gildemeister) war hingegen nur Minderheitsaktionär und hielt nun 5,1 Prozent von DMG Mori Seiki K.K., DMG Mori Seiki K.K. besaß Stand 2. April 2015 50,81 Prozent an Gildemeister.
Wie am 6. April 2016 bekanntgegeben wurde, hatte die DMG Mori Co., Ltd. die unmittelbar und mittelbar gehaltene Beteiligung an der DMG Mori AG auf über 75 Prozent erhöht. Darüber hinaus wurde über die Tochtergesellschaft DMG Mori GmbH, Bielefeld – eine 100%ige Tochter der japanischen DMG Mori Co., Ltd. – ein Beherrschungs- und Gewinnabführungsvertrag gemäß §§ 291 ff. AktG mit der DMG Mori Aktiengesellschaft als beherrschtem Unternehmen abgeschlossen.
Dieser Vertrag trat am 24. August 2016 in Kraft.
Als Nachfolger von Kapitza wurde Christian Thönes am 15. April 2016 Vorstandsvorsitzender. Der Diplom-Kaufmann war bereits seit Januar 2012 Mitglied des Vorstands und führte die Bereiche Produktentwicklung, Produktion und Technologie. Er war 1998 in den Konzern eingetreten und hatte die Advanced Technologies aufgebaut. Unter seiner Führung stieg der Umsatz auf 2,5 Mrd. Euro. Weil er aus Sicht des japanischen Mehrheitseigners zu sehr auf Digitalisierung gesetzt habe, die nicht kurzfristig Gewinn brachte, wurde Thönes ersetzt: Seit dem 25. Mai 2023 ist Alfred Geißler Vorstandsvorsitzender der DMG Mori AG. Er gehört seit rund 40 Jahren zum heutigen DMG-Mori-Konzern und war zuletzt u. a. seit 2005 Geschäftsführer der Deckel Maho Pfronten GmbH.

### Akquisitionen
1994 übernahm Gildemeister die in Schwierigkeiten geratene Deckel Maho AG, führte deren Fräsmaschinenkonzept weiter und firmierte danach unter dem Namen DMG (Deckel Maho Gildemeister). Seit der Übernahme der Sauer GmbH bietet DMG zusätzlich Laser- und Ultraschall-Maschinen an. Des Weiteren bietet die DMG Mori AG seit der Gründung der DMG Microset GmbH auch Werkzeugvoreinstellgeräte an. Im Januar 2017 schlossen Haimer und DMG Mori einen Kooperationsvertrag. Seit 2002 hält DMG Mori 100 Prozent an der Gildemeister Energy Solutions GmbH.
Seit dem 14. Februar 2017 besitzt das Unternehmen eine Mehrheitsbeteiligung von 50,1 % an der Realizer GmbH aus Borchen. Durch die Sauer GmbH verfügt DMG Mori über Kenntnisse im Bereich des Laserauftragsschweißens mit der Pulverdüse (Laser Metal Deposition). Zeitgleich wurde im Februar 2017 die Gründung des Startup Istos bekanntgegeben. Das neue Unternehmen mit Sitz in Düsseldorf entwickelt für DMG Mori Projekte für die digitale Produktion. ISTOS steht für „Innovative Software Technologies for Open Solutions“. Basis ist Celos, die APP-basierte Steuerungs- und Bediensoftware vom Werkzeughersteller.
Mit dem am 5. September 2017 bekanntgegebenen Joint Venture ADAMOS (ADAptive Manufacturing Open Solutions) gründen DMG Mori, Dürr, Software AG und Zeiss sowie ASM PT eine strategische Allianz für die Zukunftsthemen „Industrie 4.0“ und „Industrial Internet of Things“ (IIoT). Die offene IIoT-Plattform ADAMOS ist herstellerneutral und verbindet moderne IT-Technologie und Branchenwissen. Die gemeinsam entwickelte Plattform ADAMOS ist weltweit seit dem 1. Oktober 2017 verfügbar.
Zum 1. Juli 2019 übergab die DMG Mori AG die wesentlichen Geschäftsaktivitäten von Gildemeister Energy Solutions an den Essener Energiekonzern STEAG, sämtliche Mitarbeiter wurden von der STEAG übernommen.
Am 1. März 2020 gab der Konzern die vorübergehende Schließung des Standorts in Pfronten im Allgäu mit 1600 betroffenen Arbeitnehmern bekannt, nachdem sich ein Mitarbeiter mit dem Coronavirus infiziert hatte.

### Ukraine-Konflikt
Im Zuge der Invasion der Russischen Föderation in die Ukraine gab der Konzern seine Schließung des Produktionswerks im russischen Uljanowsk (Ulyanovsk Machine Tools ooo) bekannt.
Tatsächlich jedoch liefen die Geschäfte auch 2023 noch weiter. Laut Recherche der Zeit unterstützen Werkmaschinen der DMG die russische Rüstungsproduktion bei Kalaschnikows, dem Militärhubschrauber Mil Mi-8 und beim Flugzeugbauer Suchoi, der die Kampfjets Su-57 herstellt.
Nach einer internen Untersuchung über die angeblich fortgesetzte Produktion in der russischen Anlage wies das Unternehmen die Vorwürfe zurück. Die fortgesetzten Produktionsprozesse wurden mit bestehenden verbindlichen Verträgen begründet, die vor dem Marktrückzug abgeschlossen wurden und noch erfüllt werden mussten, um Ansprüche wegen Vertragsverletzung zu verhindern.
Am 20. September 2023 wurde DMG Mori Aktiengesellschaft von der ukrainischen Nationalen Agentur zur Korruptionsprävention in die Liste der Sponsoren des russischen Krieges aufgenommen.
Im April 2024 gaben russische Behörden die Übernahme des 2015, im Jahr nach dem Beginn des Russisch-Ukrainischen Kriegs, eröffneten DMG-Mori-Werks in Ulyanowsk bekannt. DMG Mori forderte daraufhin Schadensersatz von der deutschen Bundesregierung.

## Standorte
Die DMG Mori AG ist die Konzernmutter von 14 Produktionsstandorten in Deutschland, Italien, Österreich, Polen und der Volksrepublik China. Die Produktionswerke sind standortübergreifend – je nach technischer Ausrichtung zusammengefasst:
Drehen
- Gildemeister Drehmaschinen GmbH (Bielefeld), Deutschland
- Gildemeister Italiana S.p.A. (Bergamo), Italien
- Graziano Tortona S.r.l. (Tortona), Italien
- Famot Pleszew Sp. z o.o. (Pleszew), Polen
- Produktion eingestellt im März 2022: Ulyanovsk Machine Tools ooo* (Ulyanovsk), Russland[23]

Fräsen
- Deckel Maho Pfronten GmbH (Pfronten), Deutschland
- Deckel Maho Seebach GmbH (Seebach), Deutschland
- Graziano Tortona S.r.l. (Tortona), Italien
- Famot Pleszew Sp. z o.o. (Pleszew), Polen
- Produktion eingestellt im März 2022: Ulyanovsk Machine Tools ooo* (Ulyanovsk), Russland[23]

Advanced Technologies
- DMG Mori Ultrasonic Lasertec GmbH (Stipshausen, Pfronten), Deutschland

Software Solutions
- DMG Mori Digital GmbH (bis 30. Juni 2016 DMG Electronics GmbH, bis 31. März 2021 DMG Mori Software Solutions GmbH) (Pfronten), Deutschland

Vertrieb und Service
Die DMG Mori Vertriebs und Service GmbH ist eine Direktvertriebsgesellschaft im Werkzeugmaschinenbau. Die 157 Vertriebs- und Servicestandorte der DMG befinden sich in 79 Ländern – vor allem in Europa, Amerika und Asien.
Im Dezember 2014 wurde im Schweizer Winterthur die europäische Vertriebszentrale eröffnet.